# 竹田道弘
竹田 道弘（たけだ みちひろ、1962年2月18日 - ）は、日本のアクションコーディネイター、元スタントマン。元ジャパンアクションエンタープライズ（JAE）所属。身長167cm。趣味は読書。特技は体操。新潟県出身。

## 略歴
1977年、15歳の時に千葉真一に憧れジャパンアクションクラブ（現JAE）に入門（第7期）。同期には甲斐将馬・崎津隆介・黒崎輝らがいる。
スタントマン時代は主にスーパー戦隊シリーズにて、女性キャラクターのスーツアクターとして活躍。その後、『超電子バイオマン』のピンクファイブを最後にアクションコーディネーターへ転向。
『巨獣特捜ジャスピオン』特撮班を経て、『光戦隊マスクマン』第6話から山岡淳二の後を受け同番組のアクション監督に就任。以降、『天装戦隊ゴセイジャー』までのスーパー戦隊シリーズの大部分のアクションを演出した。山岡が戦隊に復帰した1995年からの2年間は、彼と入れ替わる形でメタルヒーローシリーズを担当した。
『特捜戦隊デカレンジャー』以降は戦隊のメインアクション監督を石垣広文が担当したが、ドラマ、バラエティー、映画、そして『仮面ライダーキバ』でメインアクション監督を務めるなど現在も幅広い分野で活躍している。
夫人は、かつてジャパンアクションエンタープライズに所属し『超新星フラッシュマン』のルー / ピンクフラッシュ役を演じた吉田真弓。
2023年、事務所を離れた高岩成二との舞台を最後に引退した。

## 人物
JACに応募した際は、親に無断で高校受験を蹴って決めたが返答が来ず、毎日のように入門を懇願する手紙を送り受験資格を得るに至った。しかし試験会場を間違え受験できず、再び毎日のように手紙を送り、入門を認められた。そのため試験を受けずに熱意だけで合格した。
現場に初参加した『ジャッカー電撃隊』第21話の撮影では、クローバーキング役の古賀弘文をはじめスタントマンらが負傷する事故が続き、初日からすごい現場に来てしまったと思ったという。
『電子戦隊デンジマン』で女性キャラクターを演じた当初は恥ずかしくて嫌だと思っていたが、東映プロデューサーの吉川進に演技が中途半端だと指摘されたことが悔しく、女性の仕草を研究するようになったという。『大戦隊ゴーグルファイブ』で変身前を演じた大川めぐみとは、年齢が近く体型も似ていて気があったため、一番ディスカッションを行っていたという。
『デンジマン』でマットなしでの飛び降りを成功させたことから、次作『太陽戦隊サンバルカン』では怪人の飛び降りを多く任されるようになった。劇場版では、体型が全く違うにもかかわらず主演の五代高之の吹き替えでヘリコプターからの飛び降りを務めた。
『バイオマン』の後、金田治に志願して『宇宙刑事シャイダー』で殺陣を学ぶ。最終回で1日だけ金田の代理を務めた。
竹田についてスーツアクターの高岩成二は、勢いやパワフルさがあり、多い日では1日に100カットをこなすこともあったと証言している。
『超獣戦隊ライブマン』に出演した嶋大輔は、竹田のつける殺陣はスピーディで覚えるのが大変であり、また説明も擬音が多かったため解りづらく、聞き返すと竹田が自ら実演しそれを見て憶えたと述懐している。
『五星戦隊ダイレンジャー』の出演陣は、竹田のアクションはセンスがあり、リハーサルではさらっとおしゃれな動きをしていたと評している。また、メンバーが吹き替えなしでスタントを行った際は、「田舎のお袋さんにちゃんと顔を見せてあげなさい」と激励したという。
『ビーファイターカブト』に出演した中里栄臣は、自分たちのことを最優先に考えてくれる愛のある人物であったと語っている。同作品に出演した安達直人も第一印象はサングラス姿で怖かったが、実際には照れ屋であったと証言している。
『未来戦隊タイムレンジャー』に出演した永井大は、空手経験者であるがゆえにアクションの見せ方との違いに苦しんだが、悔しさからアクション監督の竹田を見返したいという想いを抱いて生身でのスタントにも率先して挑戦し、後年には竹田からケイン・コスギと並んで歴代で一番動けたと評されたことが嬉しかったという。
名乗りシーンでは、手元のアップから始める演出を好んでいる。カメラマンのいのくままさおは、テストと本番とでは役者の力の入り方が違ってしまうため、テストで決めた位置から本番ではみ出す分を計算して撮影していたという。

## 作品

### アクション監督

#### テレビ番組（特撮）
- メタルヒーローシリーズ
  - 宇宙刑事シャイダー（1984年 - 1985年、44- 49話[14]）アクション監督代行・補佐[15] [16]
  - 巨獣特捜ジャスピオン（1985年 - 1986年、第5話から特撮班を担当[1]）
  - 重甲ビーファイター（1995年 - 1996年）[注釈 1]
  - ビーファイターカブト（1996年 - 1997年）[注釈 1]
- スーパー戦隊シリーズ
  - 超新星フラッシュマン（1986年 - 1987年、第38話[1] [16]）
  - 光戦隊マスクマン（1987年 - 1988年、第6話以降）[注釈 1]
  - 超獣戦隊ライブマン（1988年 - 1989年）[注釈 1]
  - 高速戦隊ターボレンジャー（1989年 - 1990年）[注釈 1]
  - 地球戦隊ファイブマン（1990年 - 1991年）[注釈 1]
  - 鳥人戦隊ジェットマン（1991年 - 1992年）[注釈 1]
  - 五星戦隊ダイレンジャー（1993年 - 1994年）[注釈 1]
  - 忍者戦隊カクレンジャー（1994年 - 1995年）[注釈 1]
  - 電磁戦隊メガレンジャー（1997年 - 1998年）[注釈 1]
  - 星獣戦隊ギンガマン（1998年 - 1999年）[注釈 1]
  - 救急戦隊ゴーゴーファイブ（1999年 - 2000年）[注釈 1]
  - 未来戦隊タイムレンジャー（2000年 - 2001年）[注釈 1]
  - 百獣戦隊ガオレンジャー（2001年 - 2002年）[注釈 1]
  - 忍風戦隊ハリケンジャー（2002年 - 2003年）[注釈 1]
  - 爆竜戦隊アバレンジャー（2003年 - 2004年）[注釈 1]
  - 特捜戦隊デカレンジャー（2004年 - 2005年）
  - 轟轟戦隊ボウケンジャー（2006年 - 2007年）
  - 獣拳戦隊ゲキレンジャー（2007年 - 2008年）
  - 侍戦隊シンケンジャー（2009年 - 2010年）
  - 天装戦隊ゴセイジャー（2010年 - 2011年）
- 仮面ライダーキバ（2008年 - 2009年）[注釈 1]
- 仮面ライダー鎧武/ガイム（2013年 - 2014年）[17]

#### テレビ番組（ドラマ・その他）
- シャドウ商会変奇郎（テレビ朝日、1996年）[18]
- ど素人刑事殺人事件簿　慕情編～刑事になった警視庁内勤職員（TBS、1996年）[19]
- ナインティナインだ!!新番組をやらせろスペシャル （テレビ朝日、2000年）[20]
- タイムショック （テレビ朝日、2001年）[21]
- 純情きらり（NHK、2006年）[22]
- 西遊記（フジテレビ、2006年）
- のだめカンタービレ（フジテレビ、2006年）[23] [注釈 2]
- 黒い春（WOWOW、2007年）
- 新宿スワン（テレビ朝日、2007年）[注釈 3]
- 特命係長 只野仁スペシャル第4弾（2008年）
- 特命係長 只野仁 4thシーズン（テレビ朝日、2009年）
- 白い春（関西テレビ、2009年）
- サラリーマン金太郎 第2シリーズ（テレビ朝日、2010年）
- 笑う犬2010〜新たなる旅〜（フジテレビ、2010年）
- 悪党〜重犯罪捜査班（ABC・EX、2011年）
- 特命係長 只野仁ファイナル（テレビ朝日、2012年）
- 未来日記-ANOTHER:WORLD-（フジテレビ、2012年）
- 大河ドラマ大作戦（NHK、2012年）
- ごきげん歌謡笑劇団（NHK、2012年）
- TAKE FIVE〜俺たちは愛を盗めるか〜（TBS、2013年）
- 西村京太郎サスペンス 十津川刑事の肖像7（2013年6月21日、フジテレビ）
- 金曜プレステージ「山村美紗サスペンス・黒の滑走路3・空港大パニックの中仕組まれた完全犯罪!」（2013年8月9日、フジテレビ）
- LIFE!〜人生に捧げるコント〜（2012年 - 2015年、NHK）
- 東京号泣教室（2013年、TOKYO MX）ゲスト講師
- 金曜プレステージ「山村美紗サスペンス・黒の滑走路4・羽田空港殺人事件」（2014年5月2日、フジテレビ）
- 遺留捜査スペシャル（2014年8月9日、テレビ朝日）
- ペケポンプラス （2015年、フジテレビ）[25]
- ちゃんぽん食べたか（2015年、NHK）
- ロンドンハーツ （2016年、テレビ朝日）[26]
- 警部補 佐々木丈太郎 8（2016年、フジテレビ）
- 千住クレイジーボーイズ（2017年、NHK）
- 有田P おもてなす「Produce33 千葉雄大」（2019年2月9日、NHK）
- ザ!世界仰天ニュース（2022年2月15日 、日本テレビ）[27] [注釈 4]
- ポテンシャル研究所 （2022年10月18日、日本テレビ）[28] [注釈 5]

#### 映画
上記のテレビ番組でメインを務めた作品の劇場版以外
- ゴジラ FINAL WARS（2004年）
- 仮面ライダーシリーズ
  - 劇場版 仮面ライダー響鬼と7人の戦鬼（2005年）
  - 劇場版 仮面ライダー電王&キバ クライマックス刑事（2008年）共同
  - 劇場版 仮面ライダー鎧武 サッカー大決戦!黄金の果実争奪杯!（2014年）アクション監督補
  - 仮面ライダー1号（2016年）
- 吉祥天女（2007年）[29]
- クワイエットルームにようこそ（2007年）
- ピューと吹く!ジャガー THE MOVIE （2008年）[30]
- 特命係長 只野仁 最後の劇場版（2008年）
- 天装戦隊ゴセイジャー エピックON THEムービー（2010年）
- ブルーバレンタイン3D〜リベンジガール〜（2011年）
- 海賊戦隊ゴーカイジャー THE MOVIE 空飛ぶ幽霊船（2011年）
- スーパーヒーロー大戦シリーズ
  - 仮面ライダー×スーパー戦隊 スーパーヒーロー大戦（2012年）
  - 仮面ライダー×スーパー戦隊 超スーパーヒーロー大戦（2017年）
- 幕末奇譚 SHINSEN5 〜剣豪降臨〜（2013年）
- イン・ザ・ヒーロー（2014年）※アクションコーディネーター、忍者役
- スーパー戦闘 純烈ジャー（2021年）
- モエカレはオレンジ色（2022年）
- スーパー戦闘 純烈ジャー 追い焚き☆御免（2022年）

#### オリジナルビデオ
- スーパー戦隊シリーズ
  - 電磁戦隊メガレンジャーVSカーレンジャー（1998年）
  - 星獣戦隊ギンガマンVSメガレンジャー（1999年）
  - 救急戦隊ゴーゴーファイブ 激突!新たなる超戦士（1999年）
  - 救急戦隊ゴーゴーファイブVSギンガマン（2000年）
  - 未来戦隊タイムレンジャーVSゴーゴーファイブ（2001年）
  - 百獣戦隊ガオレンジャーVSスーパー戦隊（2001年）
  - 忍風戦隊ハリケンジャーVSガオレンジャー（2003年）
  - 爆竜戦隊アバレンジャーVSハリケンジャー（2004年）
  - 忍風戦隊ハリケンジャー 10 YEARS AFTER（2013年）
  - 炎神戦隊ゴーオンジャー 10 YEARS GRANDPRIX（2018年）
  - 忍風戦隊ハリケンジャーでござる! シュシュッと20th Anniversary（2023年）
- 鎧武外伝（2015年）
  - 仮面ライダー斬月/仮面ライダーバロン
  - 仮面ライダーデューク/仮面ライダーナックル

#### ヒーローショー
- 後楽園ゆうえんちスカイシアター超獣戦隊ライブマン スーパーヒーロー大作戦 （1988年）演出・脚本・アクション監督[31]
- 後楽園ゆうえんちスカイシアター高速戦隊ターボレンジャー 後楽園ゆうえんちに現る！ （1989年）演出・脚本・アクション監督[31]
- 後楽園ゆうえんちスカイシアター 地球戦隊ファイブマン 後楽園ゆうえんちに現る！ （1990年） 演出・脚本・アクション監督[31]
- 後楽園ゆうえんちスカイシアター 鳥人戦隊ジェットマン 後楽園ゆうえんちに現る！ （1991年） 演出・脚本・アクション監督[31]
- 後楽園ゆうえんちスカイシアター 五星戦隊ダイレンジャー 後楽園ゆうえんちに現る！ （1993年） 演出・脚本・アクション監督[31]
- 後楽園ゆうえんちスカイシアター 忍者戦隊カクレンジャー 後楽園ゆうえんちに現る！ （1994年） 演出・脚本・アクション監督[31]
- 後楽園ゆうえんちスカイシアター 獣拳戦隊ゲキレンジャーショー （2007年4月 - 7月、9月 - 12月） 演出[32] [33]
- 東映太秦映画村 仮面ライダー電王ショー （2007年） 演出・アクション監督[34]
- Yes!プリキュア5 アクションミュージカル （2007年、ポルトヨーロッパ）アクション監督 [33]
- 後楽園ゆうえんちスカイシアター 炎神戦隊ゴーオンジャーショー （2009年3月 - 4月） 演出[35]
- シアターGロッソ「特命戦隊ゴーバスターズ！ シアターGロッソに現る！」（2012年）
- シアターGロッソ「獣電戦隊キョウリュウジャー！ シアターGロッソに現る!!」（2013年）
- シアターGロッソ「烈車戦隊トッキュウジャー！ シアターGロッソに現る!!」（2014年）
- シアターGロッソ「手裏剣戦隊ニンニンジャー シアターGロッソに現る!!」（2015年）
- シアターGロッソ「快盗戦隊ルパンレンジャーVS警察戦隊パトレンジャー シアターGロッソに現る!!」（2018年）
- シアターGロッソ「騎士竜戦隊リュウソウジャー シアターGロッソに現る!!」（2019年）

#### 舞台
- SAY YOU KIDS （2004年4月11日 - 20日、シアターコクーン）
- 「第32海進丸」（2006年、グローブ座）
- 「関ジャニ∞ ANOTHER’S ANOTHER もうひとつのアナザー」[36] （2006年、大阪松竹座）
- 「早乙女太一公演」（2007年）
- 「滝沢演舞城」（2007年、新橋演舞場）
- 宝塚歌劇「愛と青春の旅だち」（2010年、宝塚劇場）  補佐
- 「Les Miserables レ・ミゼラブル」（2013年、帝国劇場 他）
- 天才てれびくん the STAGE〜てれび戦士REBORN〜（2020年、ヒューリックホール東京 ）[37]

#### CM
- グリコ ポッキー「はじけてチャレンジ！メンズバイト篇」（2007年）[38]
- ALSOK（2011年）ポージングアクション指導
- SNOW KARATE（2011年）空手指導
- カゴメ「これイチ ベジレンジャー登場」篇（2012年6月9日 - 7月）、「これイチ ベジレンジャーロボ」篇（2012年6月12日 - 7月）ポージング指導[39]
- SEGA「SEGAヒーローバンク編」[40]（2014年）
- 西友 （2015年）[41]
- 東海漬物 [42](2017年)
- SONY （2017年）[43]
- 日清食品 - 日清焼そばU.F.O. 「エクストリーム!ヤキソボーイ」編、「エクストリーム!ヤキソボーイ2」編（2017年）[44]

#### イベント
- イ・ビョンホン IN 東京ドーム（2006年、東京ドーム）
- パチスロ機「トゥームレイダー」（2006年、品川プリンスホテル）演出・殺陣
- ニュースキン イベント（2010年、横浜アリーナ）
- JAE NAKED LIVE「がんばろう 日本！」（2011年）ゲスト出演
- JAE "春"プレミアムイベント ~Jump Up!~（2016年）
- ももいろクローバーZ 子供祭2017[45] (2017年)
- ももいろクローバーZ シミズオクトPresents 氣志團万博2018[46]（2018年）

#### ミュージックビデオ
- 大漁戦団サカナンジャー（動画クリエイター「フィッシャーズ」配信曲）※歌：Fischer's[47]

#### ショートムービー
- JAEオリジナル ショートムービー「華麗なる追跡 TARGET-標的-」（2015年）
- JAEオリジナル ショートムービー「華麗なる追跡2 〜Dファイル〜」（2015年）

### スタントマン

#### テレビドラマ
- 柳生一族の陰謀（1978年 - 1979年）
- 噂の刑事トミーとマツ（1979年 - 1981年）
- 柳生十兵衛あばれ旅（1982年 - 1983年）[1]

#### 特撮テレビドラマ
- スーパー戦隊シリーズ
  - ジャッカー電撃隊（1977年） - 戦闘員クライマー[6]
  - バトルフィーバーJ（1979年 - 1980年） - 怪人[1][注釈 6]
  - 電子戦隊デンジマン（1980年 - 1981年） - デンジピンク[6][1][5]
  - 太陽戦隊サンバルカン（1981年 - 1982年）- 怪人[1]
  - 大戦隊ゴーグルファイブ（1982年 - 1983年） - ゴーグルピンク[6][1][5]
  - 超電子バイオマン（1984年 - 1985年） - ピンクファイブ[6][1][5]
- 宇宙からのメッセージ・銀河大戦（1978年 - 1979年）
- スパイダーマン（1978年 - 1979年）
- メガロマン（1979年） - 黒星怪獣[1][5][注釈 7]
- 宇宙刑事ギャバン（1982年 - 1983年）[1]
- 宇宙刑事シャリバン（1983年 - 1984年） - 魔怪獣[1]、ファイトロー[48]

#### 映画（スタントマン）
- 劇場版 電子戦隊デンジマン（1980年）
- 劇場版 太陽戦隊サンバルカン（1981年） - 五代高之吹き替え[1]
- 劇場版 大戦隊ゴーグルファイブ（1982年）
- 劇場版 超電子バイオマン（1984年）

#### ショー
- 後楽園ゆうえんち野外ステージ 『バトルフィーバーJ』ショー - ミスアメリカ[1][5]